# Rotowaro

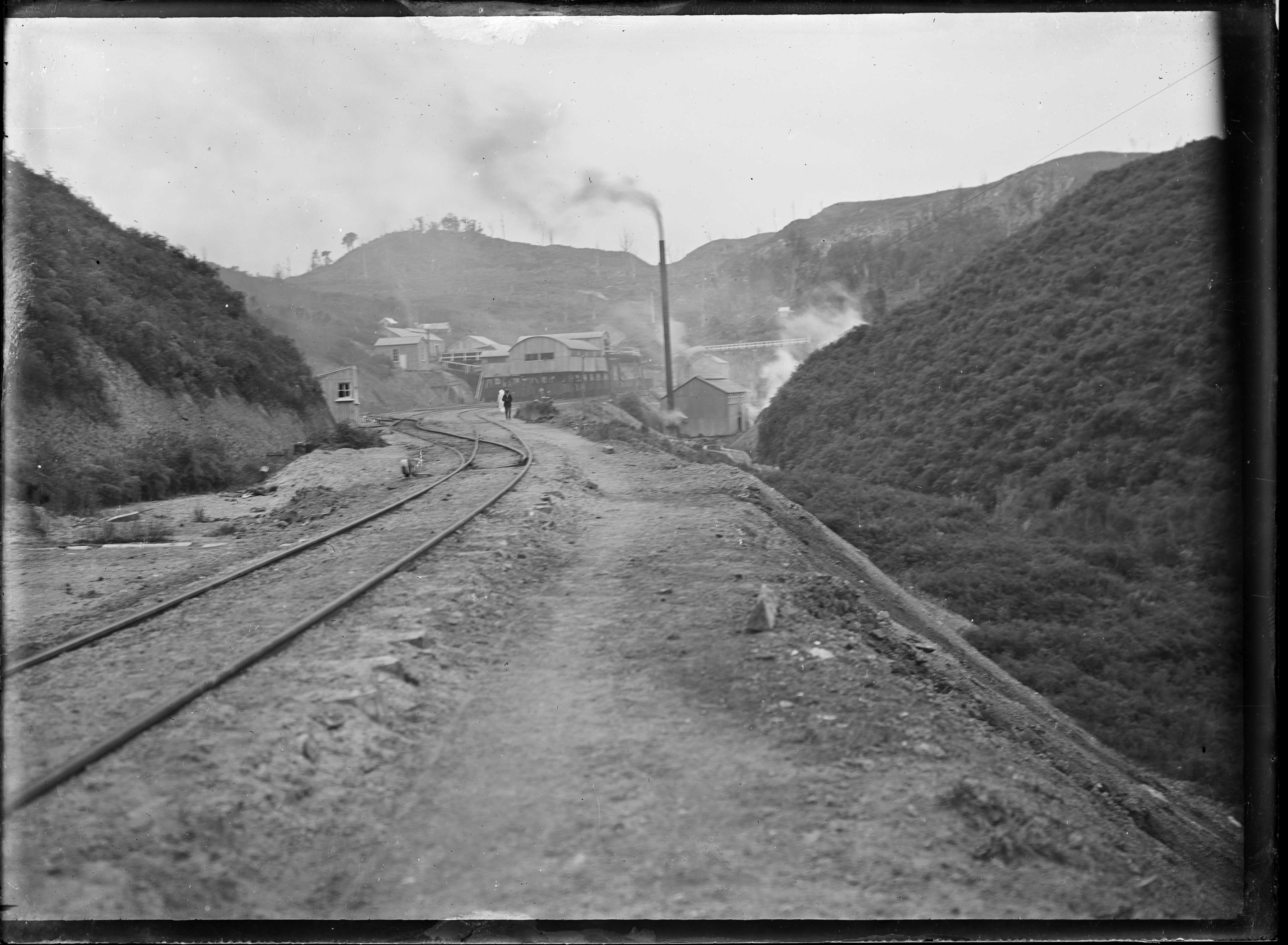
Eingang zum Kohlebergwerk im Pukemiro Kohlefeld (1917)

Rotowaro war eine kleine Bergarbeitersiedlung im Waikato District der Region Waikato auf der Nordinsel von Neuseeland.

## Geographie
Die Siedlung befand sich rund 9 km südwestlich von Huntly, dort wo sich heute der Tagebau der Rotowaro Mine befindet. Zu erreichen war die Siedlung über die Rotowaro Road, die auf dem westlichen Ufer des Waikato River am Ende der Tainui Bridge in Huntly beginnt.

## Geschichte
Der Kohlebergbau südwestlich von Huntly begann im Jahr 1915, spätestens aber am 20. Dezember 1915, als die Eisenbahnlinie von Huntly bis in das Kohlefeld bei Pukemiro fertiggestellt wurde.
1916 kaufte die Taupiri Mining Company sumpfiges Land auf, wo sich heute der Tagebau befindet, startete mit dem Abbau von Kohle in einer Kohlegrube, die Mahon’s Mine genannt wurde, und errichtete für die Bergarbeiter und ihre Familien die Siedlung Rotowaro. Weiteres Land kam hinzu und der Untertagebau dehnte sich sukzessive aus, soweit, bis die Stollen auch bis unter die Siedlung reichten.
1918 erhielt Rotowaro einen Bahnhof, der am 11. Februar 1918 eröffnet wurde. 1924 folgte eine eigene Schule und 1929 wurde ein eigener Gemeindesaal fertiggestellt, der am 28. April 1929 von Revered H. G. Gilbert eingeweiht wurde. Ein neuseeländischer Zweig des Royal Antediluvian Order of Buffaloes, einer Großloge von England, besaß mit der Rotowaro Lodge No. 106 eine Loge in Rotowaro mit einem eigenen Haus. Die Loge zog in den 1980er Jahren nach Ngāruawāhia um, beendete ihre Tätigkeit aber später. Auch die Oddfellows waren in Rotowaro tätig. Die Siedlung bestand aus rund 100 Häusern, zwölf davon in privater Hand.
1931 errichtete die Waikato Carbonisation Limited die Rotowaro Carbonisation Plant nahe der Siedlung und verarbeitete die in den Gruben des Ortes gewonnene Kohle zu Kohlegrus, Koks, Steinkohlenteer und Steinkohlenteeröl. Nach einer Explosion in der Anlage wurde die Fabrik 1987 geschlossen, die Altlasten wurden von 1991 bis 1996 beseitigt.
Im Jahr 1958 begann man mit dem Kohletagebau nahe der Siedlung und 1985 wurde die Mahon’s Mine geschlossen, da der Abbau der Kohle nach der Bord and Pillar Methode nicht effizient genug war und 80 % der Kohle weiterhin in der Grube verblieb. State Coal, der die Mine nun gehörte, entschied sich dafür, den Tagebau auszuweiten, um auch den Rest der verbliebenen Kohle ausbeuten zu können. 1979 wurden die Bergarbeiterfamilien darüber informiert, dass ihre Siedlung dem Tagebau geopfert werden müsse. Ebenso wurden 24 Māori-Familien aufgefordert, ihr Land und ihren Besitz zu verlassen. 1987 war die Umsiedlung der Familien abgeschlossen und die Siedlung aufgelöst.
Von der Siedlung ist nicht mehr verblieben als ein Fotoband, der Aufnahmen des Fotografen David Cook enthält, der 1984 die Siedlung und das Leben in der Siedlung in seinen Fotos festhielt.

## Sehenswürdigkeiten
Die Rotowaro Carbonisation Plant wurde im August 1991 unter Denkmalschutz gestellt und ist seitdem als historischer Ort der Kategorie 1 in der New Zealand Heritage List unter der Registrierungsnummer 7013 geführt.

## Medien
In den späten 1960er Jahren gründete Floyd Cox einen damals neuartigen privaten Radiosender in Rotowaro, der im Umland empfangen werden konnte.

## Sport
Die Fußballmannschaft von Rotowaro war eine der stärksten in der Region Waikato der 1920er und 1930er Jahre. Sie kam mehrfach in die Endrunden des Chatham Cup.